# Ioan Șandru
Ioan Șandru (n. 22 iulie 1913, Poiana Sărată, comitatul Trei Scaune (acum județul Bacău)- d. 2010) a fost un geograf român, profesor la Universitatea „Al. I. Cuza” din Iași.

## Biografie
Ioan Șandru s-a născut în fostul sat de graniță Poiana Sărată din comitatul Trei Scaune la 22 iulie 1913 într-o familie de mocani. Încă de pe băncile școlii primare din satul natal s-a dovedit a fi foarte silitor, absolvind-o cu distincție, fapt ce i-a permis să urmeze gimnaziul din Sf. Gheorghe, Târgu Secuiesc și apoi liceul din Gheorgheni și Brașov (Liceul „Dr. Ioan Meșotă”), unde a primit numeroase premii și a susținut bacalaureatul cu rezultate excepționale. A urmat Facultatea de Litere a Universității din București (1932–1936). S-a numărat între licențiații cu rezultate foarte bune.
În anul 1934 intelectualii și alți oameni din Poiana Sărată care participau la o conferință a profesorului Simion Mehedinți, i-au solicitat să încredințeze unui student din localitate un subiect, ca lucrare de licență, cu tema „Valea Oituzului – studiu geografic”, cu scopul de a sprijini reconstrucția satelor. Simion Mehedinți i-a încredințat tema studentului Ioan Șandru și s-a preocupat între 1934–1936 de îndrumarea acestuia. Studiul l-a realizat în două etape: în prima etapă a elaborat studiul satelor de pe valea Oituzului, sub îndrumarea prof. S. Mehedinți, ca teză de licență (1934-1936), în a doua etapă, sub îndrumarea prof. Gh. Năstase și Vintilă Mihăilescu, studiul s-a extins asupra așezărilor rurale și urbane din Depresiunea Onești-Bacău, ca teză de doctorat, susținută în 1949 cu calificativul maxim.
În timpul studiilor universitare a fost îndrumat de profesorii S. Mehedinți, C. C. Giurescu, 
Vintilă Mihăilescu, Gh. Năstase și C. Brătescu.Din 1937 până în 1943 a funcționat ca profesor de geografie la Liceul „Eudoxiu Hurmuzachi” din Rădăuți și așa cum scria directorul prestigioasei instituții într-o adeverință – recomandare, „... a făcut pedeplin dovada că este un element capabil, bine pregătit și muncitor și s-a achitat în mod conștiincios de toate obligațiile impuse prin legi și regulamente școlare”.

## Carieră profesională
În 1943 s-a transferat ca asistent–doctorand la Universitatea „Al. I. Cuza” din Iași. În 1949 obține doctoratul în geografie la Universitatea „C. I. Parhon” din București cu calificativul „foarte bine cu distincție”, avându-l conducător pe profesorul Vintilă Mihăilescu. Urmează toate gradele didactice la Universitatea „ Al. I. Cuza ” din Iași : șef de lucrări (1949), conferențiar (1951), profesor (1957) ; în 1957 devine șef de catedră, iar din 1963 conducător de științific pentru doctorat în geografie economică, prorector (între 1956–1972), a predat cursuri de geografie la Universitatea „Kosuth Layos” din Debrecen (1970), ca profesor invitat.Această ascensiune în ierarhia universitară a fost rezultatul unei munci perseverente, cu pasiune, împlinită cu contribuții științifice și practice de valoare deosebită. A predat studenților Geografia generală, umană și economică, Geografia umană și economică a României, Geografia economică și politică, Geografia economică a lumii, Geografia economică a României ș.a. – insuflând multor generații de studenți pasiunea pentru geografie, atrăgându-i definitiv spre acest interesant domeniu al cunoașterii umane, prin conținutul riguros științific al prelegerilor, prin cursurile universitare, manualele școlare și alte lucrări documentate pe care le-a elaborat și editat, dar și prin bunătatea și naturalețea care l-au caracterizat și pe care le-a manifestat în toate împrejurările.
Profesor emerit dr. docent Ioan Șandru, până în anul 2009, a avut un bilanț impresionant de activități și lucrări științifice, care încununează o carieră universitară de excepție: peste 200 de lucrări științifice, 150 conferințe și comunicări științifice în țară și străinătate, 16 diplome și medalii acordate de prestigioase instituții din România și din străinătate, îndrumarea a 38 de teze de doctorat. Profesorul emeritus doctor docent Ioan Șandru a fost și rămâne un exemplu de independență a spiritului, de profunzime și longevitate științifică, dar și de implicare totală în viața academică națională.Îi aparțin în mare măsură o serie de acțiuni meritorii: începând cu anul 1956 devine membru al comitetului de redacție al Analelor Științifice ale Universității „Al. I. Cuza” Iași, între 1956-2003 membru al comitetelor de redacție ale revistelor Natura și Terra, membru în Comitetul Național de Geografie (1957-1973), membru în Asociația Internațională de Geografie (Rio de Janeiro, 1956), membru corespondent în Comisia a XI-a „Geografia în școală” a Uniunii Internaționale de Geografie.

## Principalele lucrări
1. Geografia așezărilor rurale [nefuncțională]
2. Bacău - Studiu de geografie urbană[necesită clarificare]
3. Porți și culoare geodemografice în spațiul carpato-danubiano-pontic - considerații de geografie istorică
Apărută în limba franceză sub titlul Portes et couloirs géodémographiques dans l'espace carpatho-danubieno-pontique : considérations de géographie historique
4. O sinteză autobiografică - VIII
5. România - prezentare geografică
6. Pagini din istoria geografiei moderne românești III - studii, evocări și note geografice
7. Geografia economică a R.S. România - anul IV de la Institutul de Geografie din Debrecen
8. Schimbări în peisajul geografic și structura economiei Carpaților Orientali
9. Repartiția teritorială a populației din Moldova în anul 1966
10. Geografia populației și așezărilor în lucrarea lui Dimitrie Cantemir "Descriptio Moldaviae"
11. Contribuții geografico-economice asupra exploatării slatinelor în Bucovina de Sud
12. Changements dans la répartition territoriale de la population occupée dans l'industrie de la République Socialiste de Roumanie[necesită clarificare]
13. Județul Iași